# François Pienaar
Jacobus François Pienaar (Vereeniging, 2 de janeiro de 1967) é um ex-jogador sul-africano de rugby union.

## Carreira
Ficou conhecido como o capitão da Seleção Sul-Africana que se sagrou campeã da Copa do Mundo de Rugby de 1995, na própria África do Sul. Este título foi extremamente importante para o país, pois aconteceu pouco depois do fim do Apartheid e contra uma lenda do rugby, os All Blacks (Nova Zelândia, que chegou à final com grandes goleadas, como os 145 a 17 no Japão, além da liderança em pontos, tries, conversões e drop goals ), cuja geração do momento é considerada uma das melhores dentre todos os esportes. Por sua vez, a seleção sul-africana de rugby, esporte preferido dos brancos locais, era associada ao antigo regime de discriminação social e, com isso, desprezada (juntamente com este esporte) pelos negros.
Recém-eleito, o presidente Nelson Mandela defendeu o apoio ao selecionado, cujo sucesso ajudou a oferecer um sentimento de união a um país marcado pela segregação, encontrando um meio-termo entre as aspirações da maioria negra oprimida e os temores da minoria branca, com sua hegemonia secular no poder interrompida; a foto em que Mandela entrega a Taça Webb Ellis a Pienaar é uma das mais famosas do esporte sul-africano.
Pienaar chegara à seleção em 1993, após uma carreira de quatro anos onde fazia sucesso na seleção provincial do Transvaal (hoje, convertida no clube profissional Golden Lions). Por esta, ele jogou mais de cem partidas, sendo 89 como capitão, e no mesmo ano de 1993 vencera a Currie Cup (o campeonato sul-africano) e a edição inaugural do Super 10 (embrião do atual Super Rugby, principal competição clubística do hemisfério sul ). Na Copa do Mundo, liderou uma campanha de adversidades até a final: a estreia foi diante da detentora do título, a Austrália, invicta havia um ano e que perdeu por 18-27. Contra a França, a semifinal foi jogada sob chuva torrencial. Diante dos neozelandeses, ele foi um dos que exerceram marcação especial sobre o astro adversário Jonah Lomu.
Após a Copa, porém, ele não durou muito na seleção, pela qual totalizou apenas 29 partidas; o novo técnico, Andre Markgraaf, o retirou sem cerimônias após o Três Nações 1996 (primeira edição do principal torneio anual de seleções do hemisfério sul ) e Pienaar não voltou a jogar pelos Springboks. Prosseguiu a carreira no campeonato inglês, contratado em 1997 pelo Saracens, ao qual liderou no ano seguinte ao primeiro troféu do clube em 127 anos e onde aposentou-se em 2000. Prosseguiu no Saracens como CEO e técnico até 2002 e hoje é um diretor não-executivo da equipe.
Ele, que jogava como terceira linha, é considerado um dos dezesseis melhores jogadores que já passaram pelos Barbarians, equipe que consiste virtualmente em uma "seleção do mundo" no rugby union. É também um dos membros do júri responsável por eleger anualmente o melhor jogador de rugby do mundo para a International Rugby Board. O ESPN Scrum, site de estatísticas de rugby union, concluiu, em perfil destinado a Pienaar, que "como um jogador, era uma rocha defensiva; como um capitão, era um líder corajoso; e como um sul-africano, ele tornou-se uma lenda".

## Invictus
Pienaar foi retratado no filme Invictus, de 2009, pelo ator Matt Damon, que engordou 14 quilogramas para o papel. A película, de Clint Eastwood, retrata a conquista de 1995 dos Springboks e seus efeitos simbólicos para a nova África do Sul.

## Jogos pela seleção
A tabela abaixo resume as aparições de François Pienaar pela Seleção Sul-Africana de Rugby.
| #     | Data                   | Competição            | Local                                       | Adversário      | Placar | Try(ies) |
| ----- | ---------------------- | --------------------- | ------------------------------------------- | --------------- | ------ | -------- |
| 1     | 26 de junho de 1993    | Amistoso              | Kings Park, Durban                          | França          | 20-20  | 0        |
| 2     | 3 de julho de 1993     | Amistoso              | Ellis Park, Joanesburgo                     | França          | 17-18  | 0        |
| 3     | 31 de julho de 1993    | Amistoso              | Football Stadium, Sydney                    | Austrália       | 19-12  | 0        |
| 4     | 14 de agosto de 1993   | Amistoso              | Ballymore, Brisbane                         | Austrália       | 20-28  | 0        |
| 5     | 21 de agosto de 1993   | Amistoso              | Football Stadium, Sydney                    | Austrália       | 12-19  | 1        |
| 6     | 6 de novembro de 1993  | Amistoso              | Arquitecto Ricardo Etcheverri, Buenos Aires | Argentina       | 29-26  | 0        |
| 7     | 13 de novembro de 1993 | Amistoso              | Arquitecto Ricardo Etcheverri, Buenos Aires | Argentina       | 52-23  | 0        |
| 8     | 4 de junho de 1994     | Amistoso              | Loftus Versfeld, Pretória                   | Inglaterra      | 15-32  | 0        |
| 9     | 11 de junho de 1994    | Amistoso              | Newlands, Cidade do Cabo                    | Inglaterra      | 27-9   | 0        |
| 10    | 23 de julho de 1994    | Amistoso              | Athletic Park, Wellington                   | Nova Zelândia   | 9-13   | 0        |
| 11    | 6 de agosto de 1994    | Amistoso              | Eden Park, Auckland                         | Nova Zelândia   | 18-18  | 0        |
| 12    | 8 de outubro de 1994   | Amistoso              | EPRU, Port Elizabeth                        | Argentina       | 42-22  | 0        |
| 13    | 15 de outubro de 1994  | Amistoso              | Ellis Park, Joanesburgo                     | Argentina       | 46-26  | 0        |
| 14    | 19 de novembro de 1994 | Amistoso              | Murrayfield, Edimburgo                      | Escócia         | 34-10  | 0        |
| 15    | 26 de novembro de 1994 | Amistoso              | Cardiff Arms Park, Cardiff                  | País de Gales   | 20-12  | 0        |
| 16    | 13 de abril de 1995    | Amistoso              | Ellis Park, Joanesburgo                     | Samoa Ocidental | 60-8   | 0        |
| 17    | 25 de maio de 1995     | Copa do Mundo de 1995 | Newlands, Cidade do Cabo                    | Austrália       | 27-18  | 0        |
| 18    | 3 de junho de 1995     | Copa do Mundo de 1995 | EPRU, Port Elizabeth                        | Canadá          | 20-0   | 0        |
| 19    | 10 de junho de 1995    | Copa do Mundo de 1995 | Ellis Park, Joanesburgo                     | Samoa Ocidental | 42-14  | 0        |
| 20    | 17 de junho de 1995    | Copa do Mundo de 1995 | Kings Park, Durban                          | França          | 19-15  | 0        |
| 21    | 24 de junho de 1995    | Copa do Mundo de 1995 | Ellis Park, Joanesburgo                     | Nova Zelândia   | 15-12  | 0        |
| 22    | 2 de setembro de 1995  | Copa do Mundo de 1995 | Ellis Park, Joanesburgo                     | País de Gales   | 40-11  | 1        |
| 23    | 12 de novembro de 1995 | Amistoso              | Olimpico, Roma                              | Itália          | 40-21  | 1        |
| 24    | 18 de novembro de 1995 | Amistoso              | Twickenham, Londres                         | Inglaterra      | 24-14  | 0        |
| 25    | 2 de julho de 1996     | Amistoso              | Loftus Versfeld, Pretória                   | Fiji            | 43-18  | 0        |
| 26    | 13 de julho de 1996    | Três Nações 1996      | Football Stadium, Sydney                    | Austrália       | 16-23  | 0        |
| 27    | 20 de julho de 1996    | Três Nações 1996      | Lancaster Park, Christchurch                | Nova Zelândia   | 11-15  | 0        |
| 28    | 3 de agosto de 1996    | Três Nações 1996      | Free State, Bloemfontein                    | Austrália       | 25-19  | 0        |
| 29    | 10 de agosto de 1996   | Três Nações 1996      | Newlands, Cidade do Cabo                    | Nova Zelândia   | 18-29  | 0        |
| Total | Total                  | Total                 | Total                                       | Total           | Total  | 3        |